# Pietrabbondante
Pietrabbondante est une commune italienne de la province d'Isernia dans la région Molise en Italie.

## Histoire
Pietrabbondante se trouvait, dans les derniers siècles avant l'ère chrétienne, en pays samnite. On y a retrouvé des inscriptions osques ainsi qu'un important sanctuaire : le sanctuaire italique de Pietrabbondante.

## Administration
| Période                                  | Période | Identité | Étiquette | Qualité |
| ---------------------------------------- | ------- | -------- | --------- | ------- |
|                                          |         |          |           |         |
| Les données manquantes sont à compléter. |         |          |           |         |

## Galerie de photographies

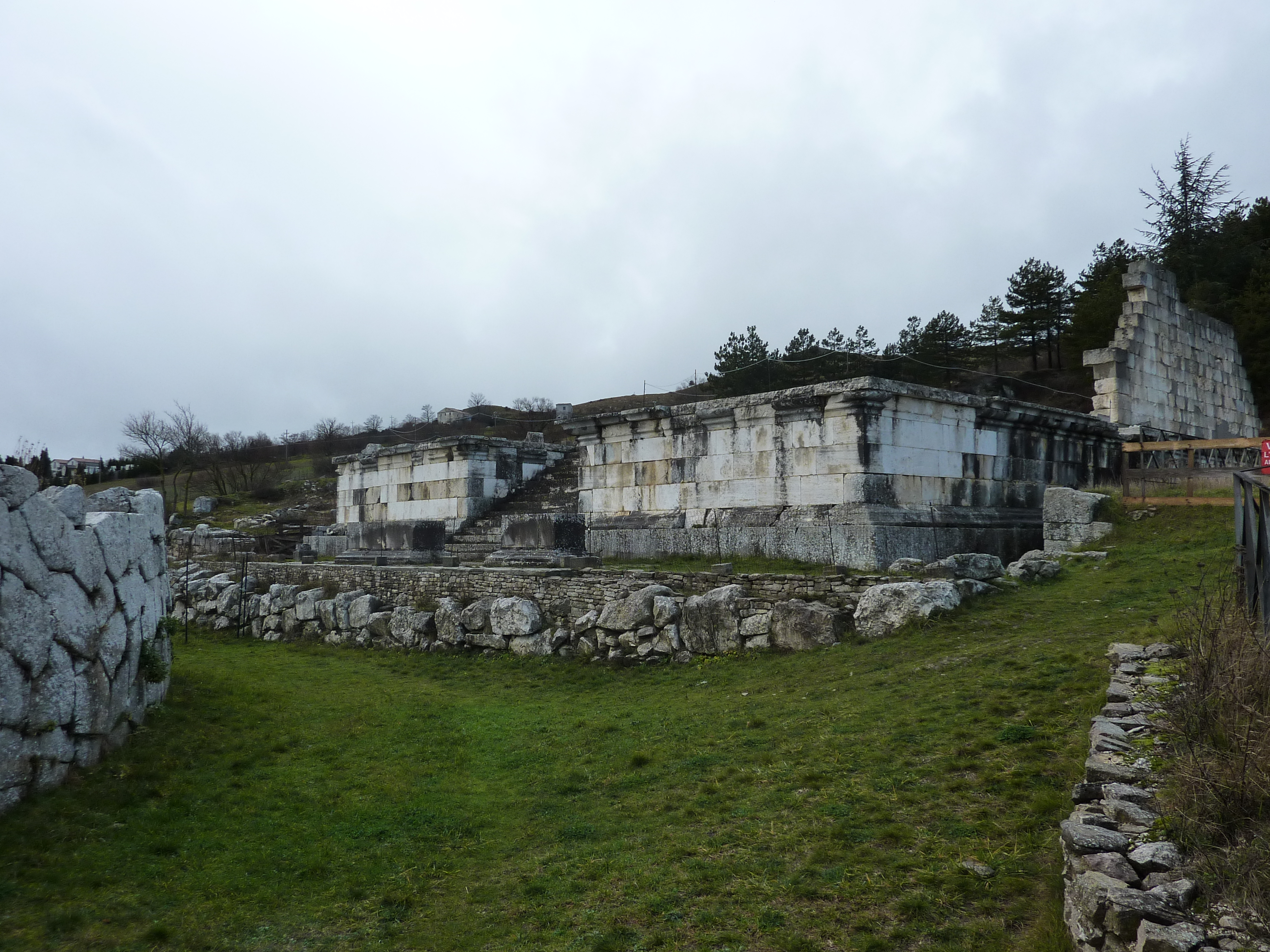
Le temple.
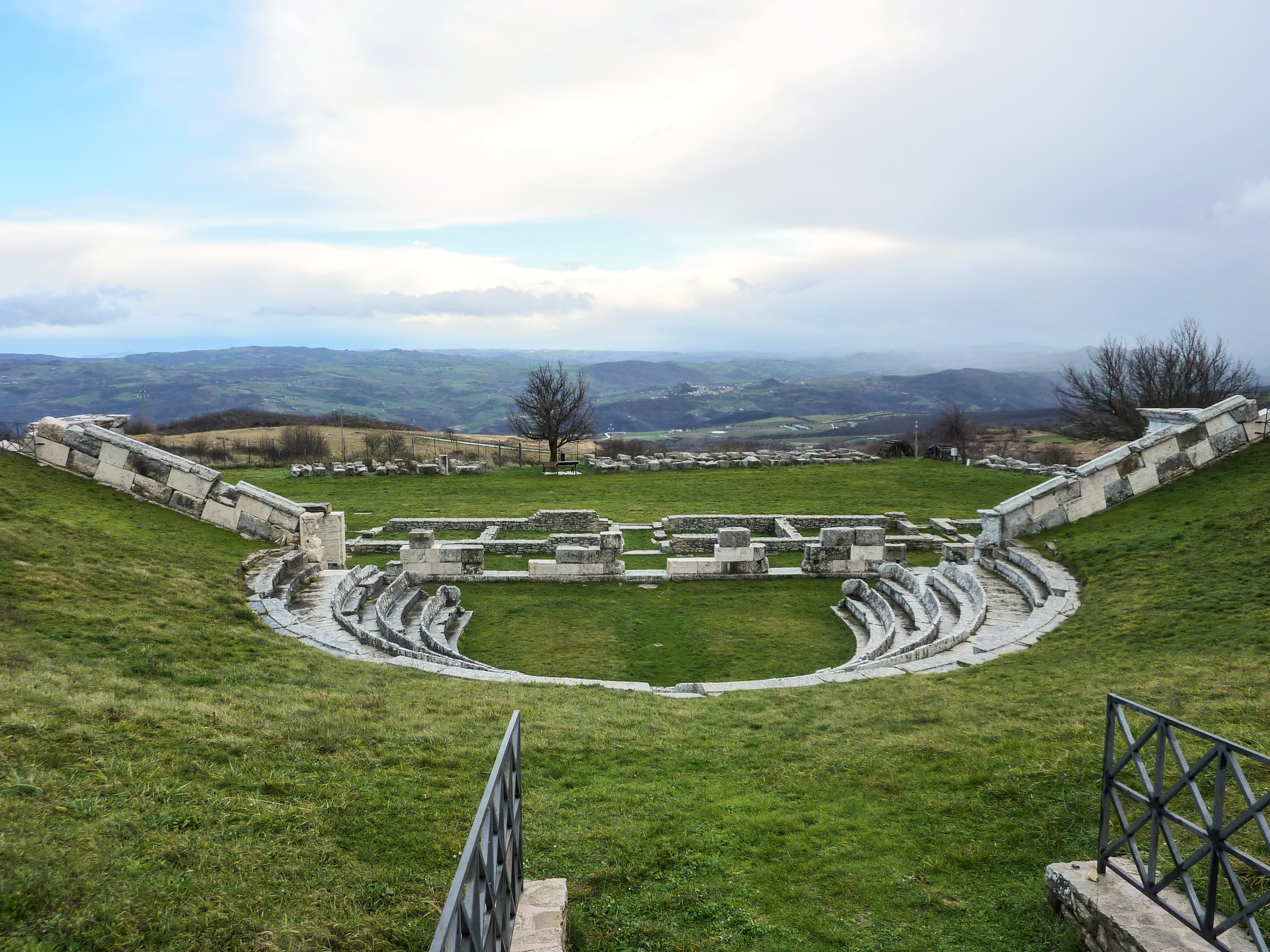
Le théâtre.
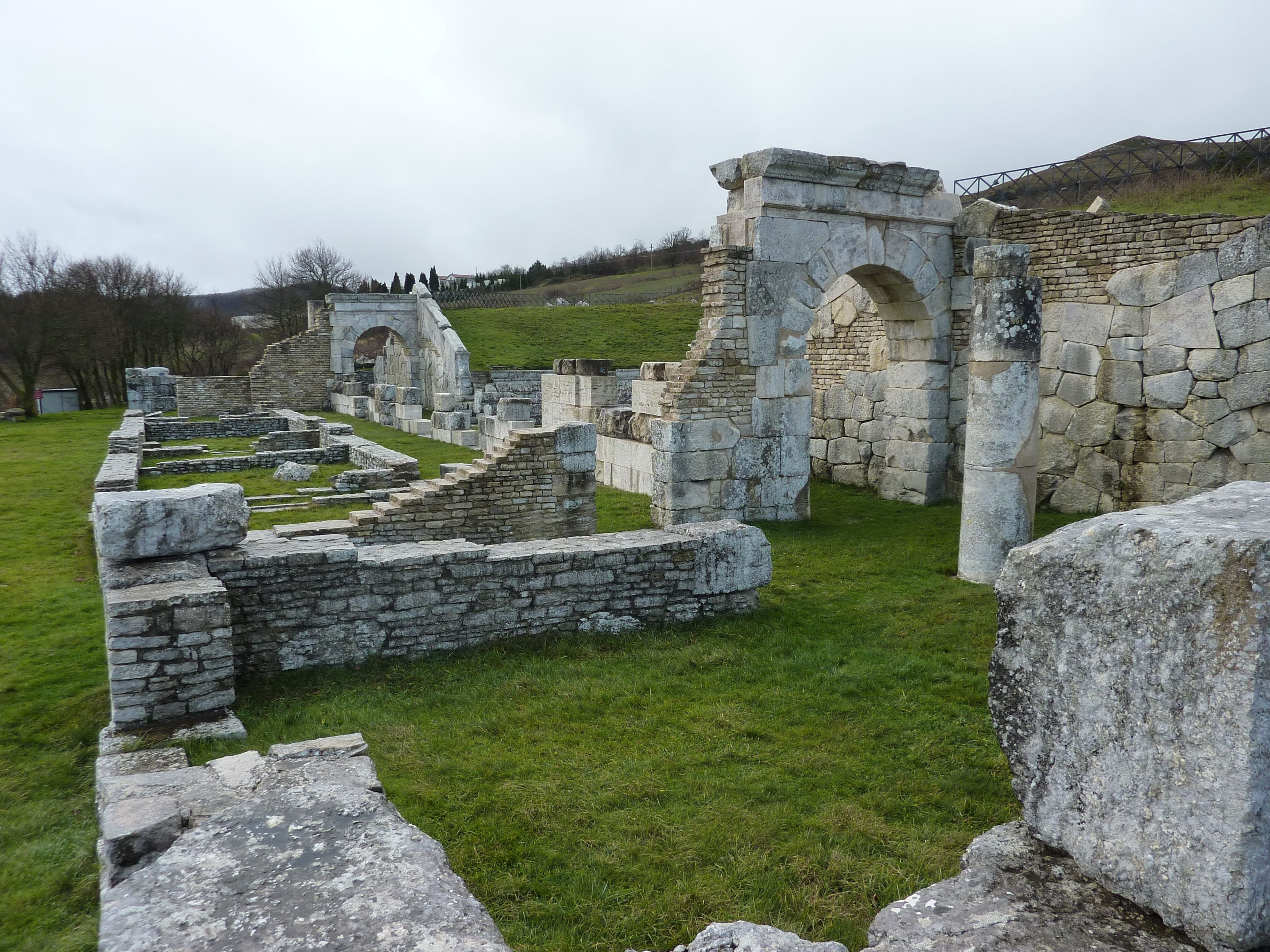
Des arches.
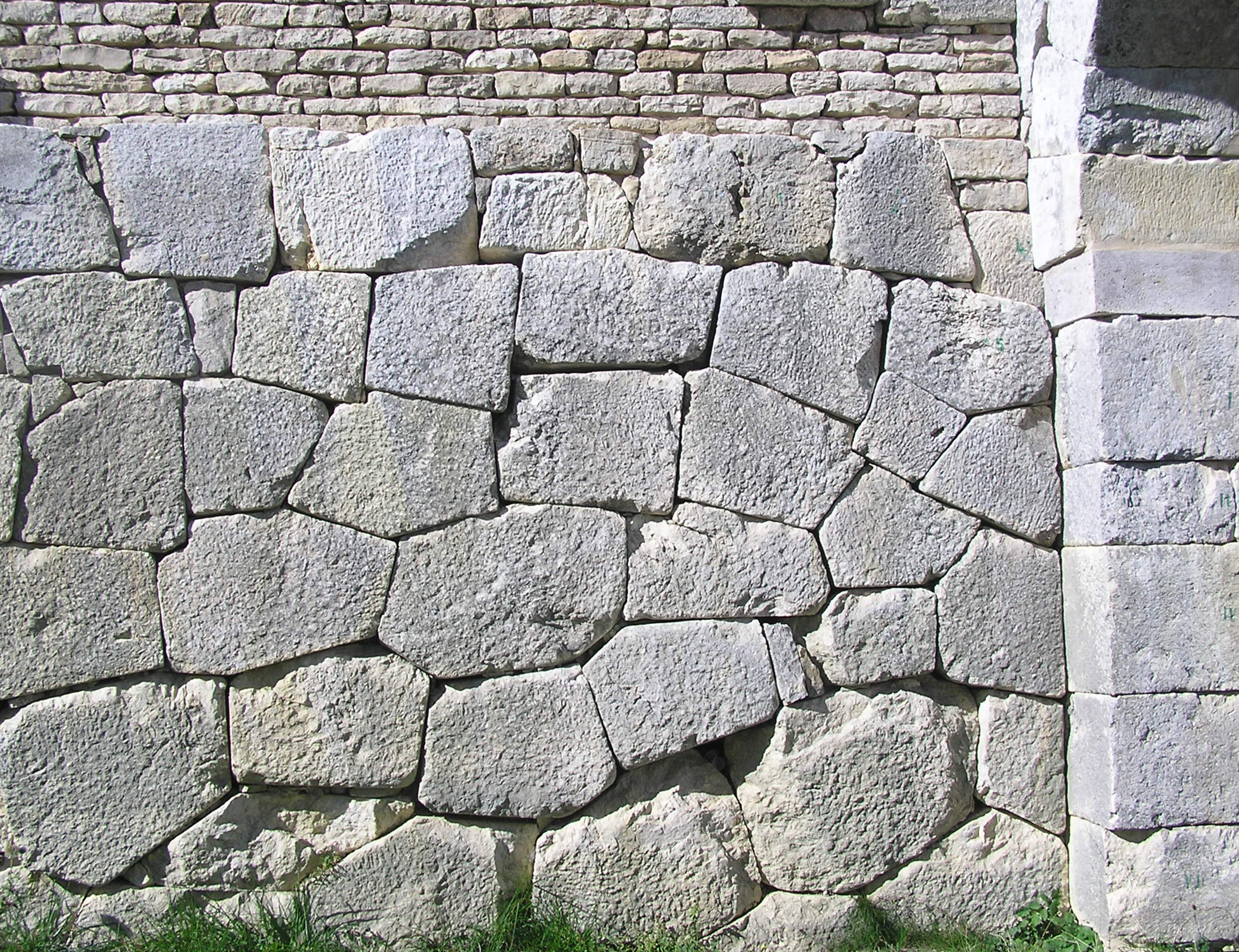
Le théâtre antique, détail de la muraille en forme polygonale.
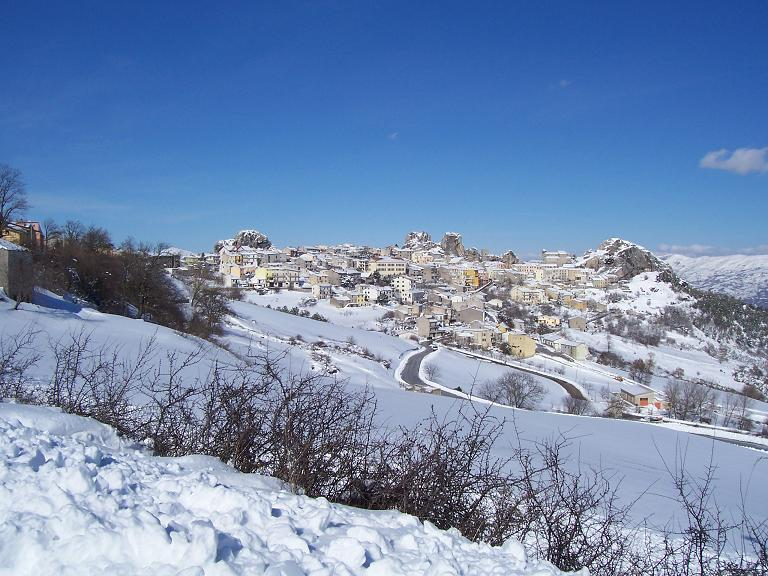
Vu du village en hiver.
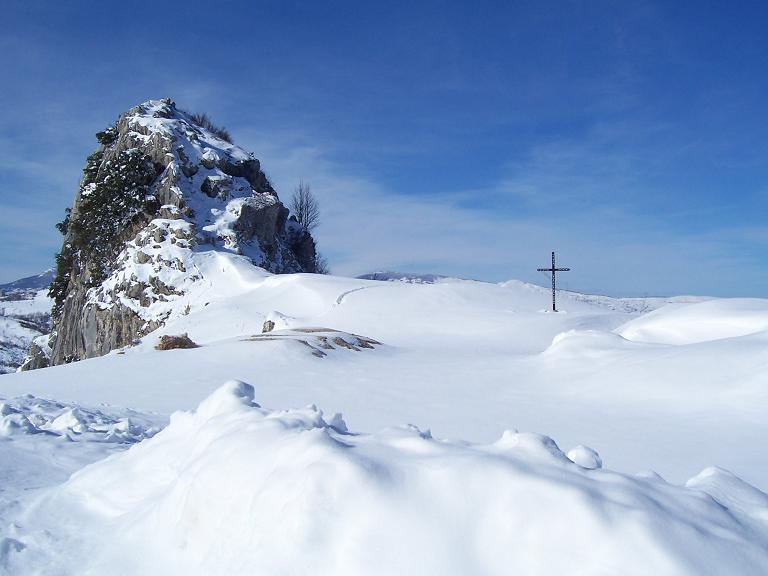
Le rocher dit de "Morgia dei corvi" en hiver.
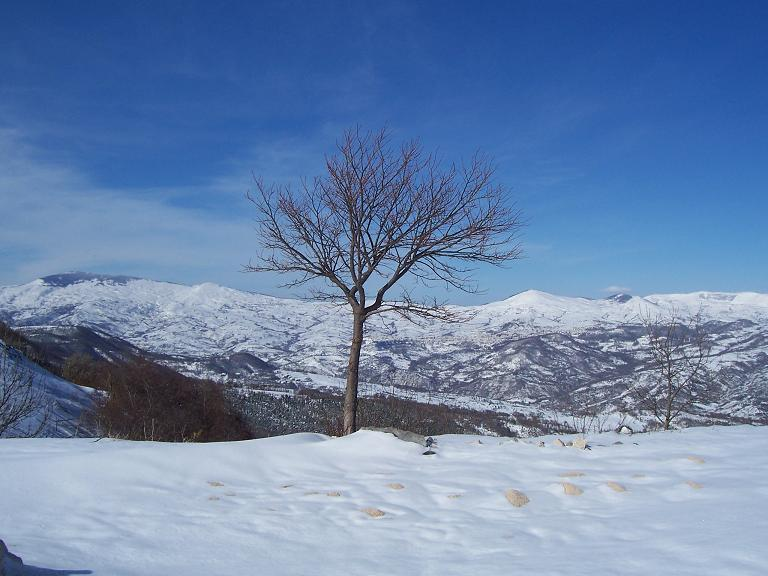
Une vue de la vallée del Verrino.
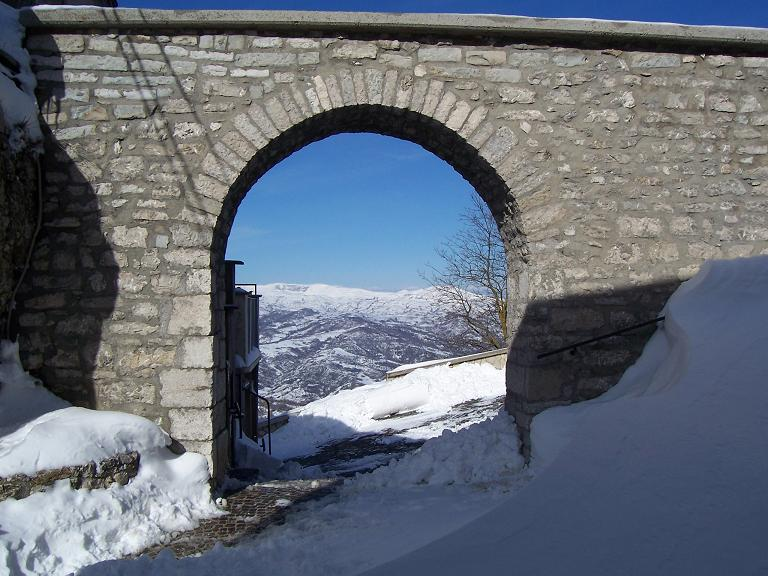
La porte des Saints.
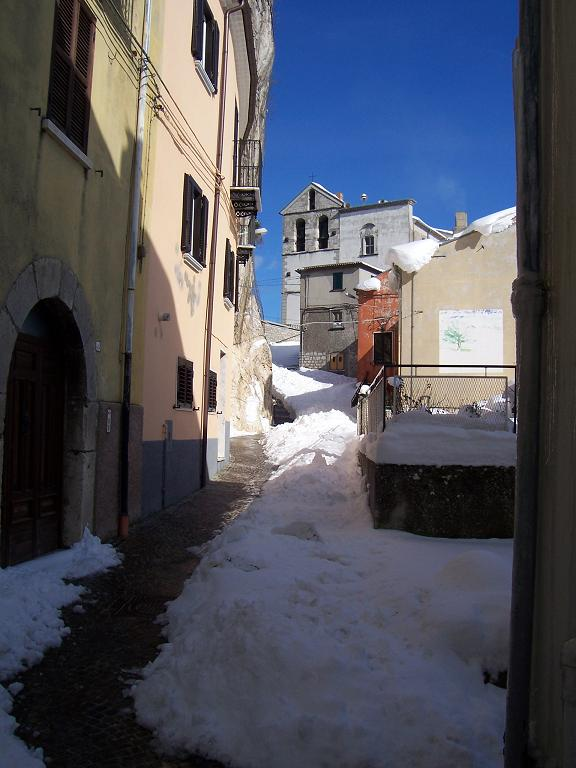
Le palace du Baron et au fond l'église di Santa Maria Assunta.
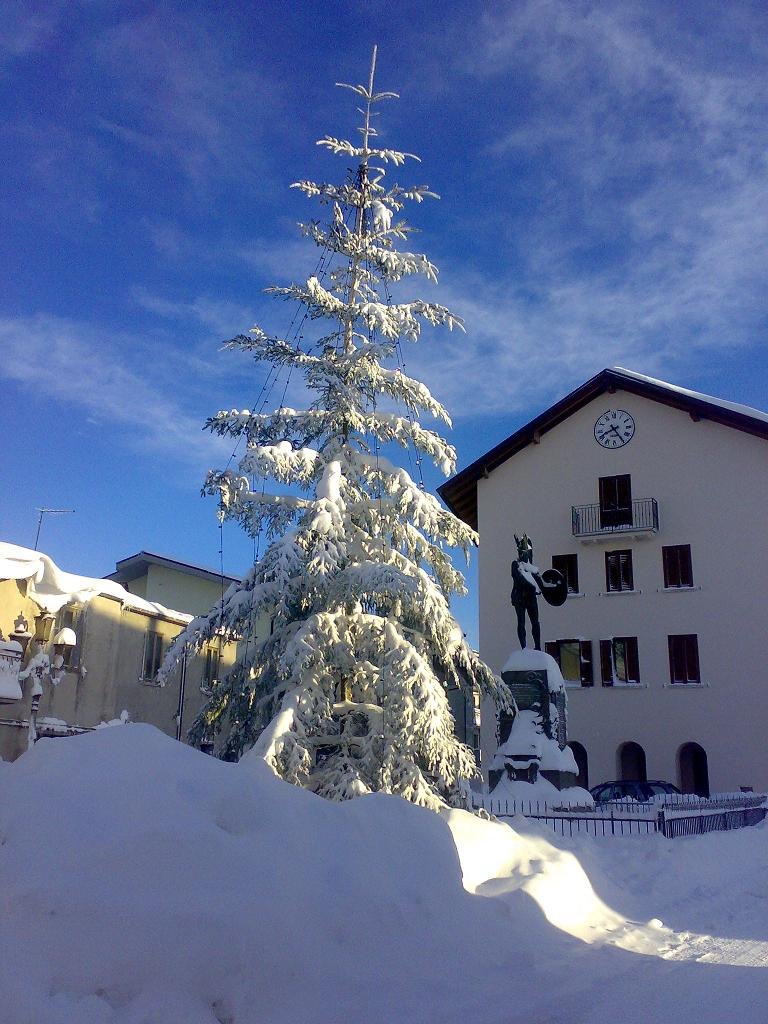
La place Vittorio Veneto.
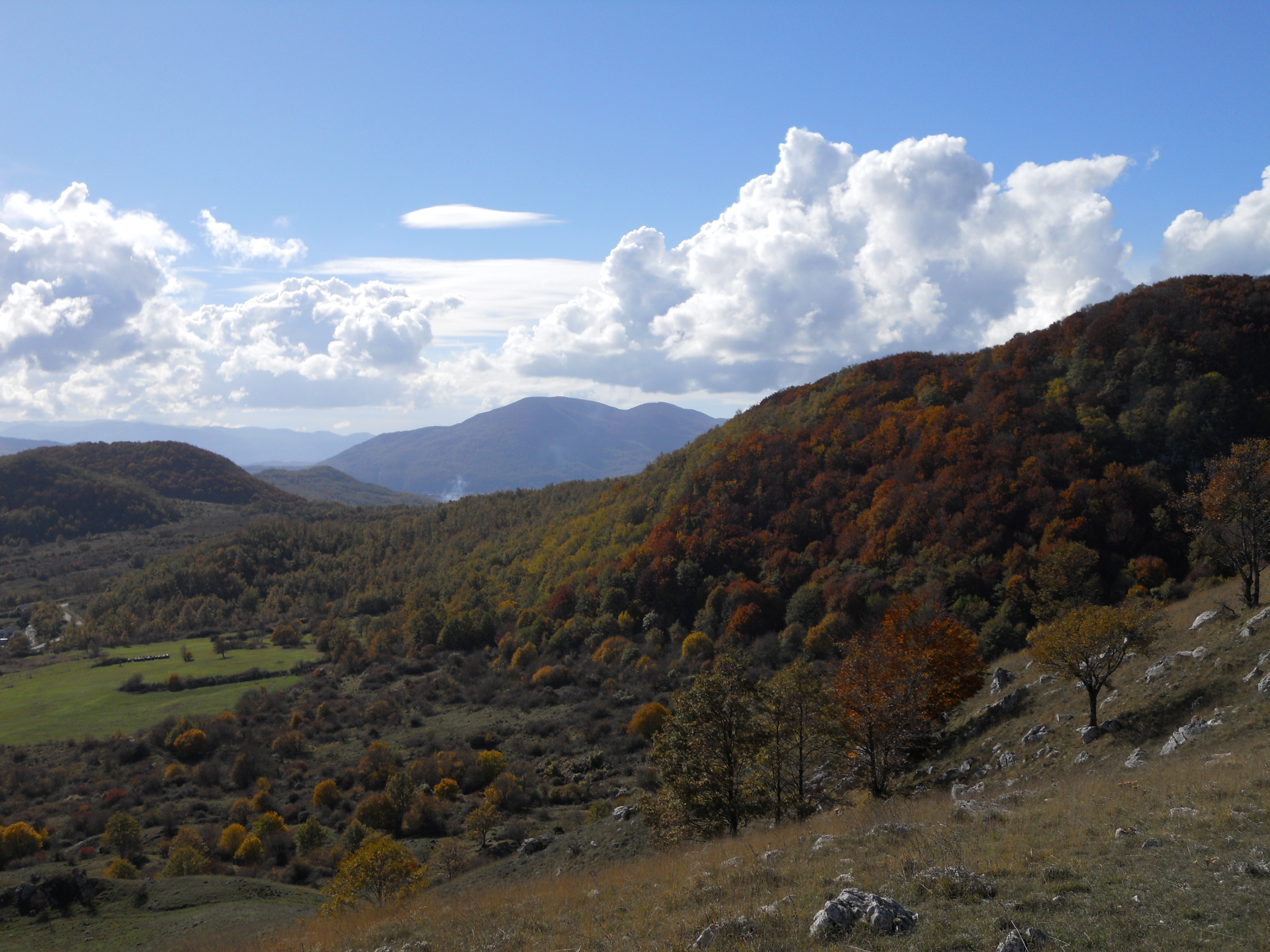
Panorama du mont Saraceno.
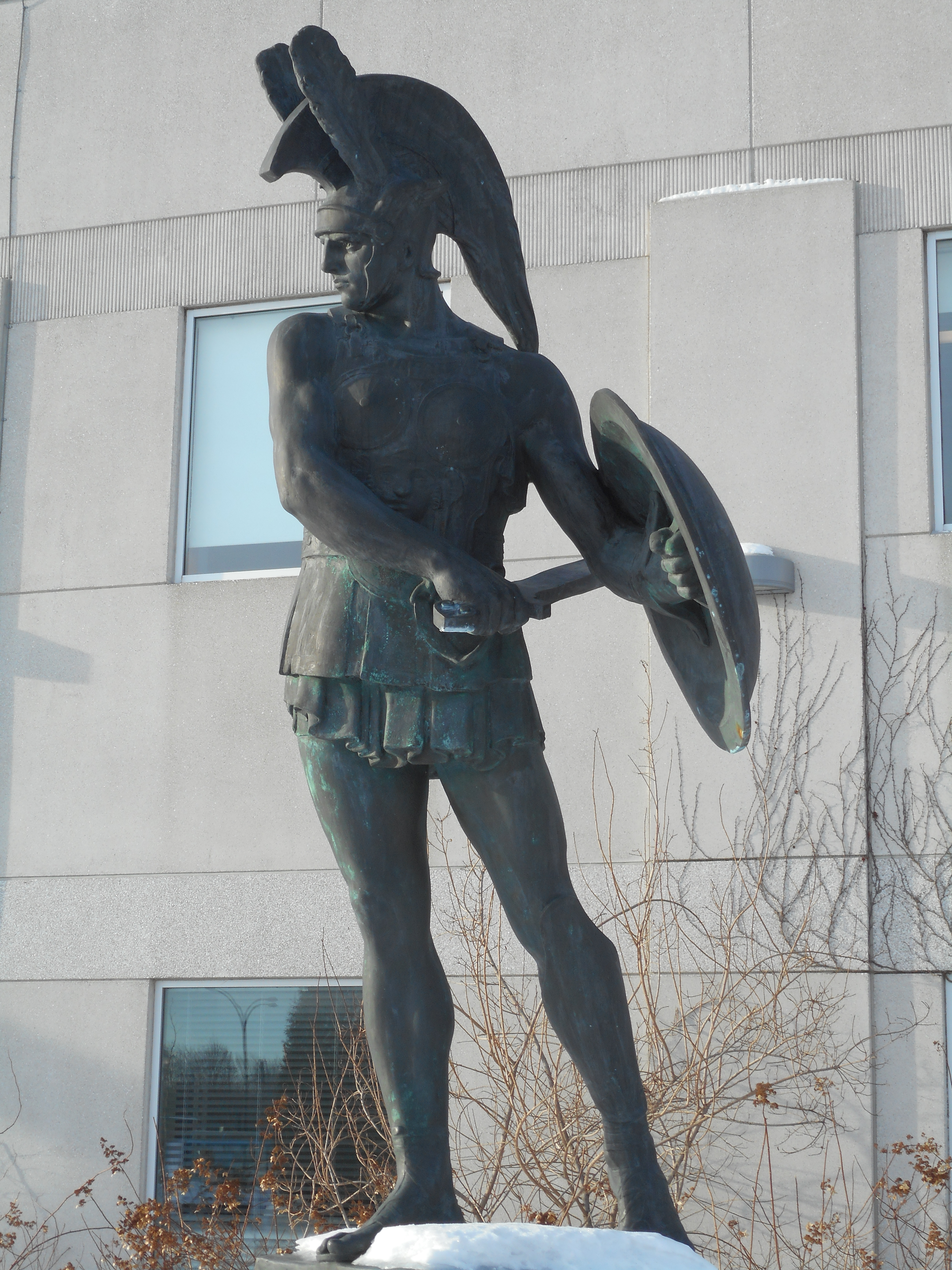
Guerrier samnite.

### Hameaux
Arco, Macere, Ortovecchio, Ragusa-San Vincenzo, Sant'Andrea, Troilo, Vigna La Corte

### Communes limitrophes
Agnone, Castelverrino, Chiauci, Civitanova del Sannio, Pescolanciano, Poggio Sannitaou